# Srikanta
Srikanta è un film del 2017 diretto da Manju Swaraj.

## Colonna sonora
1. Hemanth, Shashank Sheshagiri, Chintan Vikas – Kaalittare Yuddhane – 4:07
2. Karthik, Shilpa Srikanth – Ondondsari – 3:19
3. Shiva Rajkumar – Kannane Kannane – 3:54
4. Shashank Sheshagiri – Antharangada Aase – 4:20
5. Hemanth Kumar, Shashank Sheshagiri, Chintan Vikas – Shiva Shiva Maharaja – 2:16